# Cynanchum gobicum
Cynanchum gobicum là một loài thực vật có hoa trong họ La bố ma. Loài này được Grubov mô tả khoa học đầu tiên năm 2000.